# Massa Fiscaglia
Massa Fiscaglia este o comună din provincia Ferrara, Italia. În 2011 avea o populație de 3602 de locuitori.

## Demografie
Format:Demografia/Massa Fiscaglia